# تحالف تحيا مصر
تحيا مصر هو تحالف انتخابي في مصر سيتنافس في الانتخابات البرلمانية المصرية لعام 2015.

## الأطراف التابعة
- حزب الفجر الجديد
- حزب الثورة المصرية[3]